# Resident Evil (jogo eletrônico de 1996)
Resident Evil, conhecido no Japão como Biohazard (バイオハザード, Baiohazādo), é um jogo eletrônico de survival horror lançado originalmente para Playstation. É o primeiro título da série de jogos Resident Evil. O enredo segue Chris Redfield e Jill Valentine, membros de uma força-tarefa de elite conhecida como S.T.A.R.S., enquanto investigam os arredores da cidade de Raccoon City após o desaparecimento de seus membros de equipe. Eles logo ficam presos em uma mansão infestada por zumbis e outros monstros. O jogador, tendo escolhido jogar como Chris ou Jill no início do jogo, deve explorar a mansão para descobrir seus segredos e encontrar uma maneira de escapar.
Concebido pela primeira vez pelo produtor Tokuro Fujiwara como uma recriação de seu antigo jogo de terror Sweet Home (1989), o desenvolvimento de Resident Evil foi liderado por Shinji Mikami. Passando por várias reformulações, o jogo foi primeiro desenvolvido para o Super Nintendo Entertainment System em 1993, depois como um jogo de PlayStation em primeira pessoa totalmente 3D em 1994 e, finalmente, como um jogo em terceira pessoa com cenários pré-renderizados. A jogabilidade consiste principalmente de ação em terceira pessoa com ênfase adicional no gerenciamento de inventário, exploração e resolução de quebra-cabeças. Resident Evil estabelece muitas convenções vistas posteriormente na série, incluindo o esquema de controle, sistema de inventário, sistema de salvamento e uso de modelos 3D sobrepostos por fundos pré-renderizados.
Resident Evil foi muito bem recebido pela crítica e muitas vezes é creditado por definir o gênero de survival horror. Recebeu elogios por seus gráficos, jogabilidade, som e atmosfera, embora tenha recebido algumas críticas por sua dublagem. Além dos jogos eletrônicos, Resident Evil foi creditado por repopularizar os zumbis na cultura popular a partir do final dos anos 1990 (junto com The House of the Dead), levando a um interesse renovado por filmes de zumbis durante os anos 2000. Resident Evil desde então foi aclamado como um dos melhores e mais influentes jogos eletrônicos de todos os tempos. Seu sucesso gerou uma franquia multimídia, incluindo mais jogos eletrônicos, filmes, quadrinhos, romances e outros produtos. O jogo recebeu portes para Sega Saturn, Microsoft Windows e Nintendo DS. Em 2002, uma recriação de mesmo nome foi lançada para o GameCube com gráficos atualizados, som e mudanças na jogabilidade e na história. Uma remasterização em alta definição do jogo de GameCube foi lançada em 2015 para plataformas modernas.  Uma sequência, Resident Evil 2, foi lançada em 1998, e uma prequela, Resident Evil Zero, em 2002.

## Jogabilidade
Os gráficos consistem de objetos poligonais 3D sobrepostos a cenários pré-renderizados com ângulos de câmera fixos.
O personagem selecionado é um membro de uma força-tarefa especial que está preso em uma mansão cheia de monstros. O objetivo do jogo é solucionar os mistérios do local e, finalmente, escapar.  Para cumprir o objetivo do jogo, o jogador encontra documentos que informam sobre a narrativa, além de pistas que ajudam a resolver os quebra-cabeças dentro da mansão.
O jogador usa armas de fogo para se defender dos inimigos, embora a munição seja limitada. Para restaurar a saúde do personagem, são utilizados sprays de primeiros socorros e ervas curativas que podem ser misturadas em diferentes combinações para diferentes efeitos de cura. A capacidade de inventário é limitada, e os itens encontrados podem ser armazenados em baús localizados em salas específicas para serem recuperados para uso posterior. Para salvar seu progresso, é necessário usar uma fita de tinta em uma das máquinas de escrever espalhadas pelo jogo. Os jogadores encontrarão várias criaturas como zumbis, cães zumbis, aranhas gigantes, corvos, entre outros.

## Enredo
O jogo se passa na noite de 24 de julho de 1998, quando a equipe Bravo do S.T.A.R.S. é enviada para investigar uma série de assassinatos bizarros que ocorreram nos arredores de Raccoon City, localizada no Centro-Oeste dos Estados Unidos. Alguns minutos após a decolagem, o helicóptero sofre uma pane elétrica e eles são obrigados a realizar um pouso forçado na floresta próxima as montanhas Arklay. Devido o desaparecimento da equipe Bravo, a equipe Alpha é enviada ao local em busca de informações, onde são repentinamente atacados por cães zumbis, que matam o membro da equipe Joseph Frost. Após o piloto do helicóptero, Brad Vickers, entrar em pânico e decolar sozinho, os membros restantes (Chris Redfield, Jill Valentine, Albert Wesker e Barry Burton) são forçados a procurar refúgio em uma mansão abandonada nas proximidades.
Neste ponto, o jogador assume o controle de um dos protagonistas, Chris Redfield ou Jill Valentine, e começa sua jornada pela sobrevivência. Dependendo do personagem selecionado, o jogador contará com a ajuda de Rebecca Chambers ou Barry Burton durante alguns eventos. O jogador eventualmente descobre que a mansão está cheia de monstros, enigmas e armadilhas. Documentos espalhados pela mansão revelam os experimentos e atividades que estavam sendo realizadas na propriedade, sob a autoridade da empresa farmacêutica Umbrella. As criaturas dentro e fora da mansão são os resultados dessas experiências, que têm exposto seres humanos, animais e insetos a um vírus altamente contagioso e mutagênico conhecido como "T-Vírus". Depois de explorar o local, o jogador descobre um laboratório subterrâneo contendo detalhadamente os experimentos da Umbrella. No laboratório, Albert Wesker (capitão da equipe Alpha) revela ser um agente da Umbrella e liberta o "Tyrant T-002", uma arma biológica criada por meio da exposição prolongada ao T-Vírus. Após a morte de Wesker, causada pela criatura, o sistema de autodestruição é acionado. O jogo apresenta vários finais, dependendo das ações do jogador em pontos-chave ao longo do jogo.

### Finais
Cada personagem tem quatro finais, com o resultado sendo determinado se eles resgataram os outros dois S.T.A.R.S. sobreviventes ou não. O protagonista que não for escolhido pelo jogador será preso em uma cela solitária no laboratório subterrâneo da mansão. Para acessar a cela, o jogador deve coletar um conjunto de "MO Discs" distribuídos dentro da mansão e usá-los em diferentes dispositivos de decodificação no laboratório para destrancar a porta. Para obter o melhor final, o jogador deve resgatar o outro protagonista, além do parceiro designado.
- Chris e Jill escapam da mansão ao lado de um terceiro membro do S.T.A.R.S. (Rebecca ou Barry, dependendo de quem é o personagem do jogador) depois de derrotar o Tyrant e destruir a mansão.

- O segundo melhor final tem o personagem do jogador (Chris ou Jill) escapando com seu parceiro (Rebecca ou Barry) depois de derrotar o Tyrant e destruir a mansão.

- O segundo pior final tem Chris e Jill escapando como os dois únicos sobreviventes, com a mansão ainda intacta e o Tyrant solto na floresta.

- O pior final tem o personagem do jogador como o único sobrevivente, com a mansão ainda intacta e o Tyrant solto na floresta.

## Desenvolvimento

### Produção
Resident Evil foi criado por uma equipe de funcionários que mais tarde se tornaria parte do Capcom Production Studio 4. O desenvolvimento do projeto começou em 1993, e o jogo levou três anos para ser desenvolvido. As raízes do projeto remontam a um jogo de terror em que Koji Oda estava trabalhando no Super NES antes de passar para o PlayStation em 1994. A inspiração para Resident Evil foi o jogo de terror anterior da Capcom, Sweet Home (1989). O projeto foi proposto por Tokuro Fujiwara, que era o mentor de Shinji Mikami e atuou como produtor do jogo. Resident Evil foi baseado no sistema de jogo de Sweet Home, adotando muitos de seus elementos, incluindo o gerenciamento limitado de itens, o cenário da mansão, os quebra-cabeças, a ênfase na sobrevivência, a tela de carregamento de portas, os múltiplos finais, etc. Fujiwara disse que a "premissa básica era que eu seria capaz de fazer o que não era possível incluir no Sweet Home, principalmente na parte gráfica", e que estava "confiante de que os jogos de terror poderiam se tornar um gênero em si". Ele contratou Mikami para dirigir o jogo, que inicialmente estava relutante por odiar "estar com medo".
Durante os primeiros seis meses de desenvolvimento, Mikami trabalhou no jogo sozinho, criando esboços conceituais, projetando personagens e escrevendo mais de 40 páginas de roteiro. Vários cenários pré-renderizados da mansão de Resident Evil foram inspirados no Overlook Hotel, cenário do filme de terror The Shining (1980). Mikami também citou o filme Zombie (1979) como uma inspiração negativa para o jogo. Um protótipo em primeira pessoa foi produzido e, inicialmente, apresentava um estilo de terror japonês sobrenatural e psicológico, antes de optar por um estilo de terror de zumbi americano influenciado pelos filmes de George Romero. Durante a produção, Mikami descobriu Alone in the Dark (1992), que o influenciou a adotar um sistema de câmera de visão fixa cinematográfica. Mikami disse que, se não fosse por Alone in the Dark, Resident Evil teria uma visão em primeira pessoa. Uma perspectiva em primeira pessoa não foi usada novamente para a série principal até Resident Evil 7: Biohazard.

## Outras versões e plataformas

### Resident Evil para Windows, 1996
A versão para PC foi feita pela Westwood Studios, mas não apresenta tanta diferença em relação ao game para o PlayStation One. Os extras presentes no game são as fotos de fundo onde aparece o tempo de jogo, a presença de uma nova arma que é habilitada como arma especial com munição ilimitada, uma Uzi (Ingram), além de que a live-action de início não é censurada.

### Resident Evil para Sega Saturn, 1997
As maiores diferenças são o "Battle Mode" (desbloqueado após terminar o game) e a inclusão de mais um Tyrant para o jogador confrontar, na última sala do laboratório da Umbrella. Assim que você terminava de matar um deles, outro Tyrant quebrava o vidro de uma das cápsulas e também te atacava. O "Battle Mode" também foi uma ótima opção para quem queria mais ação no game, mas não desejava começar novamente a história e desvendar mais uma vez os mistérios do jogo. Neste modo, o único objetivo é derrotar os monstros em vários ambientes, desde os zumbis ao Tyrant, no "Battle Mode" dá a inclusão de Wesker em estilo zumbi, e de um Tyrant com a paleta dourada.
Para finalizar, essa não é uma adição propriamente dita, pois na versão para PlayStation One, ela já existe: Novas roupas. A ideia apareceu realmente no console da Sony, primeiro, porém, a diferença da versão para Saturn, é que são novas roupas. Chris, por exemplo, usa uma roupa do S.T.A.R.S. escura, deixando ele ainda mais bombado, enquanto Jill usa um uniforme azul do S.T.A.R.S., mas deixando a barriga de fora.
Para terminar, algumas versões de Resident Evil para Saturn, nos Estados Unidos e na Europa, vinham com as cenas não-censuradas, como a apresentação mostrando Joseph morrendo, e a queda da cabeça de Kenneth.
A versão Saturn, apesar de mais pobre tecnicamente, é interessante de se jogar por contar com vários extras como por exemplo as Notas de George Trevor, que notas escritas pelo arquiteto que projetou a mansão e acabou sendo aprisionado e morto por Ozwell E. Spencer, que havia o contratado para fazer o projeto. Essa história do arquiteto acabou sendo removida da versão original.

### Resident Evil: Director's Cut, 1997
A Capcom sempre foi mestra em lançar edições campeãs de seus jogos e com Resident Evil não foi diferente. Mudam os ângulos de câmera, tem uns zumbis novos mais difíceis, muda a posição de alguns itens, os personagens têm trajes novos, os acontecimentos mudam sutilmente, com o acréscimo de algumas cenas que tornam o jogo mais divertido. Como o fato de encontrar o corpo de Forest Speyer ,que está morto ao lado da lança-granadas, virar zumbi e se levantar para te atacar depois que você pegar a arma. Além disso, também é possível jogar a versão original. Ou seja, quem tem este, não precisa de outra versão. Depois lançaram a versão Dual Shock que usava o joystick analógico com vibração, que no caso é esta versão.
O Director's Cut era para vir sem a censura que a versão original americana teve (a apresentação preto e branco, por exemplo), mas na hora de gravar os CD alguém se enganou e gravou a apresentação velha e ficou por isso mesmo.

### Resident Evil Remake, 2002
O Remake, obviamente, passa com a mesma premissa do Resident Evil original. Entretanto existem algumas diferenças na abertura e no decorrer do jogo. Todos os filmes com atores reais foram retirados e substituídos por CGs muito bem executadas. Outra diferença é que toda a “engine” gráfica foi refeita, assim como os sons. Pode-se também encontrar melhorias que foram adicionadas nos jogos seguintes, como a meia-volta (180º turn). Foi adicionado também um esquema de “autodefesa”. Quando um monstro agarra o seu personagem, você pode executar um movimento onde se gasta um item de defesa. O esquema de resolver quebra-cabeças que envolvem idas e vindas na mansão ou em outro ambiente que o jogo apresente, obviamente, continua intacto. Entretanto, estes quebra-cabeças estão, na maioria dos casos, diferentes da versão original, tornando o Remake um jogo quase único. Foram adicionados novos quebra-cabeças e removidos outros. Como se isto não bastasse, foram adicionados dois novos cenários: um cemitério e uma casa num bosque.
Tratando-se de atmosfera, não apenas os gráficos devem cumprir o seu papel, mas o som também. E nisso RE: Remake também faz com facilidade. Seja pelas belas músicas ou pelos diversos barulhos na mansão. As músicas se encaixam muito bem ao decorrer do jogo, mudando de ambiente para ambiente e sempre aumentando a tensão, ou a ansiedade, para que algo pule da próxima janela. Os efeitos de tiros, explosões, grunhidos dos mortos-vivos ou passos são executados com grande detalhe. O som muda de intensidade de acordo com o ambiente. Os sons dos passos também mudam conforme o tipo de superfície que o personagem pisa.
Ainda como último apelo, o jogo oferece mais de 10 finais (com apenas algumas mudanças entre um e outro, como personagens que você acabou salvando ou não), e a possibilidade de jogar tanto com Chris ou com Jill. Além disso, existem várias dificuldades e extras, como roupas diferentes após fechar o jogo pela primeira vez. Mesmo que isso não seja suficiente, vale a pena jogar novamente apenas para rever os cenários e monstros. Ou para reviver as experiências vividas na primeira versão para o PlayStation.

### Resident Evil: Deadly Silence, 2006
Esta nova versão do primeiro Resident Evil foi lançada para o mais avançado portátil da Nintendo, o DS, para comemorar o aniversário de 10 anos da série. A trama é a mesma, os personagens são os mesmos, mas a Capcom adicionou algumas coisas novas para atrair os fãs.
Umas das inovações desse game são os modos que o jogador pode escolher: o "Classic Mode" é o Resident Evil que todos já conhecem, com os mesmos puzzles e a mesma estratégia com poucas alterações, enquanto que no "Rebirth Mode" há novos puzzles e os inimigos são mais difíceis.
Graças às inovações do Nintendo DS, é possível utilizá-los para incrementar ainda mais o jogo, como o sistema de touch screen, utilizando uma stylus para atacar inimigos entre outras coisas. No Rebirth Mode, por exemplo, há uma sequência de batalha chamada "Knife Battle" onde você deve esfaquear os inimigos utilizando a caneta stylus, movendo-a sobre a tela. Além disso, o game conta com o recurso de utilizar também um microfone do DS, assoprando nele para ressuscitar seus amigos feridos, numa espécie de respiração boca a boca.
Nesse novo modo de game adicionado, vários Hunters foram substituídos por Quimeras (aquelas criaturas que ficam na sala de força do laboratório, no game normal), assim como a distribuição de inimigos também foi alterada, aumentando muito o fator surpresa. Salas onde não continham inimigos, agora podem estar cheias deles. Além disso, novas roupas foram adicionadas para que o jogador possa habilitá-las, e não só para Chris e Jill, mas também para Rebecca.